# تاتیان‌اوبا
تاتیان‌اوبا (به ترکی آذربایجانی: Tatyanoba یا تاتیانوفکا Tatyanovka) یک منطقه مسکونی در جمهوری آذربایجان است که در شهرستان ماساللی واقع شده‌است. تاتیان‌اوبا ۱۴۶۳ نفر جمعیت دارد.

## ریشه واژه
این روستا در اواخر سده نوزدهم میلادی ساخته شد. نام آن برگرفته از واژه تات بود که از نواحی جنوبی رشته‌کوه البرز به آن مهاجرت کرده بودند. پسوند اون در زبان تالشی نشان‌دهنده اسم جمع است و معنای کلی آن آبادی تات‌ها است.